# Pitcairnpetrell
Pitcairnpetrell (Pterodroma ultima) är en fågel i familjen liror som förekommer i Stilla havet.

## Utseende
Pitcairnpetrellen är en medelstor (34,5–41 cm), mörk petrell med liten näbb och kraftig framkropp. Jämfört med sina släktingar är den endast svagt mönstrad på vingarna, med ett "M" på ovansidan och något ljusare spolstreck på handpennorna undertill. På hakan och runt näbben är den ljus.

## Utbredning och systematik
Fågeln häckar i östra Stilla havet i Pitcairnöarna, Tuamotuöarna, Australöarna, Gambieröarna, på Påskön samt möjligen även i Cooköarna och Juan Fernández-öarna. Den absoluta merparten av världspopulationen häckar på ön Ducie i Pitcairnöarna med cirka 250 000 fåglar. Andra stora kolonier finns på ön Oeno (25 000 2013) och Hendersonön (2 500). I Australöarna häckar högst 100 par på skär utanför Rapa och i Tuamotuöarna kan möjligen kolonierna på Mururoa och Fangataufa ha försvunnit efter kärnvapenprov och byggandet av ett flygfält. I Gambieröarna har fem till tio par konstaterats häcka på ön Manui och 2009 rapporterades två par häcka på Påskön. I Cooköarna samlades ett exemplar in mellan 1899 och 1904, vilket tolkats som att arten häckat eller fortfarande häckar där.
Studier visar att den efter häckning rör sig till centrala delen av norra Stilla havet, norrut till cirka 40-40° N. Den har setts utmed Sydamerikas västkust i Chile, Ecuador och Peru, men också längre norrut i Costa Rica, Mexiko och även USA där den är den vanligaste påträffade mörka petrellen. Den har även påträffats i Atlanten utanför Sankta Helena. Den behandlas som monotypisk, det vill säga att den inte delas in i några underarter.

## Levnadssätt
Pitcairnpetrellen lägger ägg mellan slutet av maj och början av juli. Föräldrarna ruvar äggen totalt 50 dagar i tre omgångar, där hanen inleder och avslutar och honan ruvar däremellan. Den fågel som inte ruvar kan röra sig så långt som 480 mil, från Hendersonön mot Perus kust. Efter november överges häckningsplatsen helt. Fågeln lever av bläckfisk, fisk och små kräftdjur.

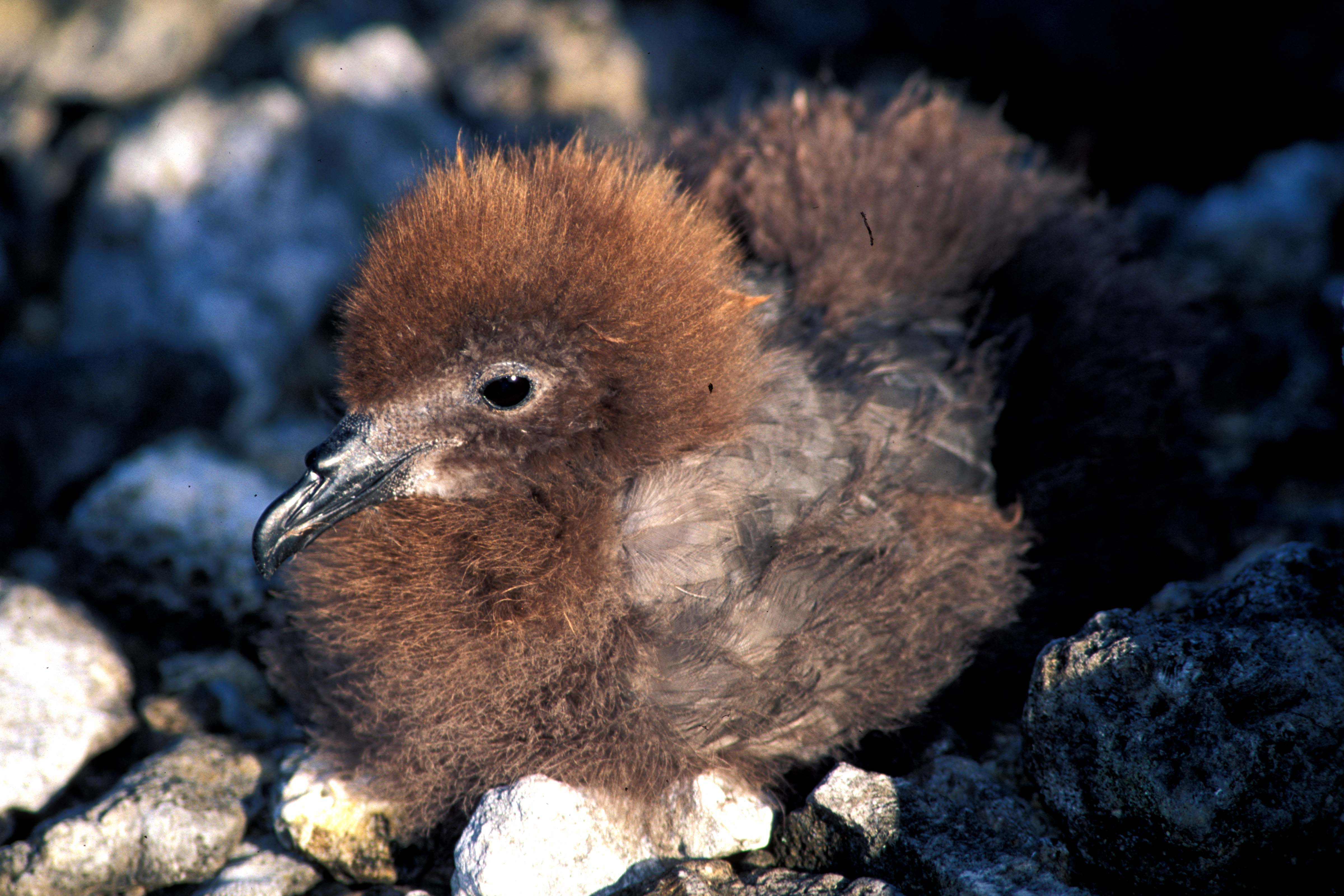
Unge fotograferad på Ducieön, där merparten av världspopulationen häckar.

## Status och hot
Artens populationstrend är okänd, men utbredningsområdet är relativt stort. Internationella naturvårdsunionen IUCN anser inte att den är hotad och placerar den därför i kategorin livskraftig. Världspopulationen har uppskattats till mellan 800 000 och en miljon individer.

## Namn
Fågeln kallades tidigare murphypetrell, efter den amerikanska ornitologen Robert Cushman Murphy (1887-1973) som beskrev arten 1949. Namnet justerades 2022 till ett enklare och mer informativt namn av BirdLife Sveriges taxonomikommitté.